# Aufeis

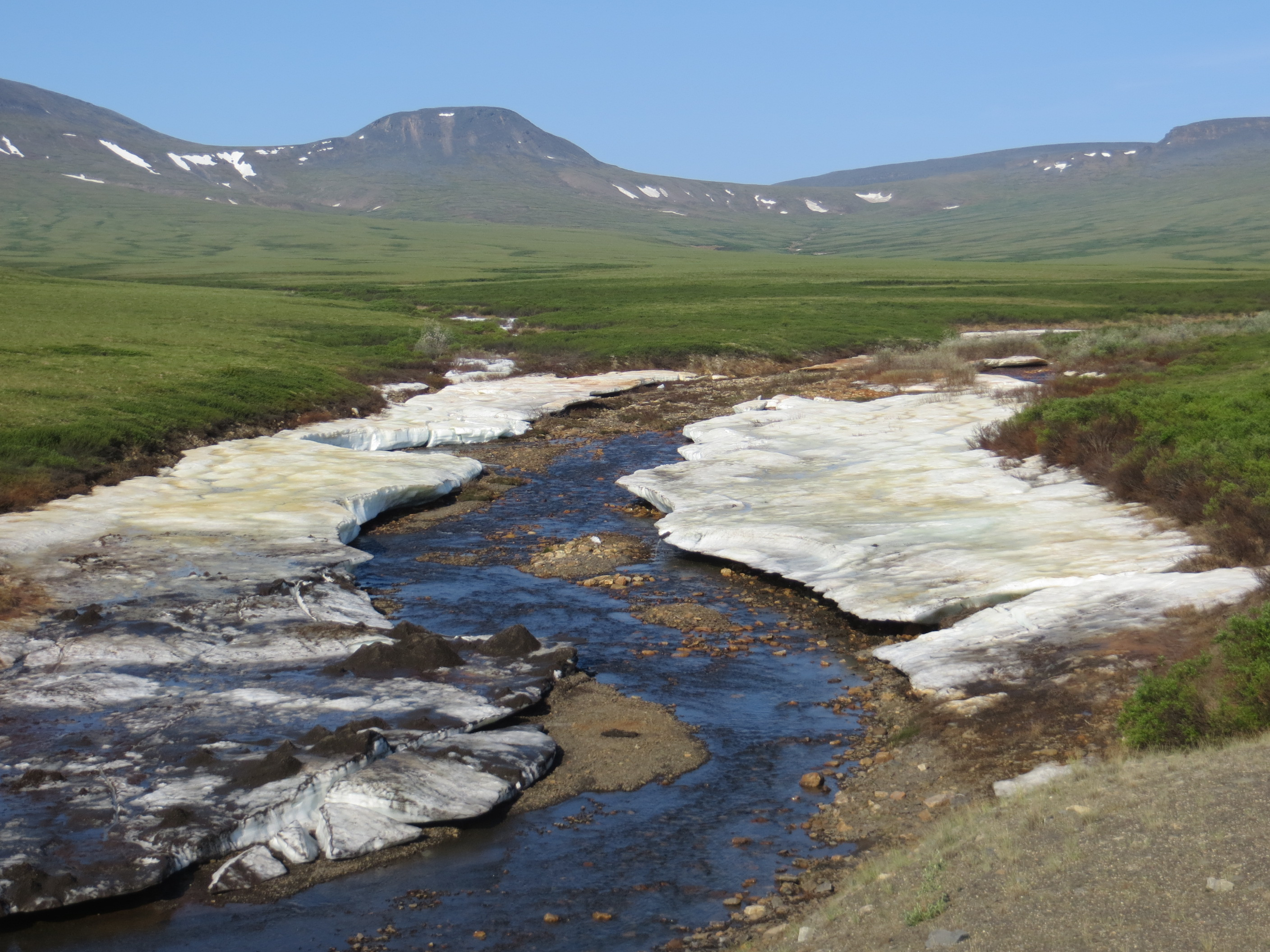
Aufeis an einem arktischen Flussbett, Blick von oben, Northwest Territories, Kanada.

Aufeis nennt man Ablagerungen von geschichtetem Eis, die durch das Gefrieren von aufeinanderfolgenden Wasseraustritten entstehen. 

## Beschreibung
Das Wasser fließt dabei über bereits bestehende Eisschichten auf. Das bei strengem Frost an die Oberfläche austretende Wasser gefriert dabei. Auf diese Weise entstehen aufeinanderfolgende, dünne Eisschichten, die sich zu mehrere Meter dicken Eisschichten akkumulieren können. Das Wasser stammt aus den unterschiedlichsten Quellen, die grundsätzlich in der Permafrostzone der Erde liegen. Sehr häufig tritt das Wasser durch Eisspalten aus Seen und Flüssen hervor. Daher tritt Aufeis häufig neben und über Flussläufen auf. Darüber hinaus kann es im Bereich von Permafrostboden durch lokale Wärmeanomalien Stellen von ständig ungefrorenem Untergrund geben, aus denen das Wasser sickert. Viele Aufeiskörper beinhalten Schnee. Aufeis bildet sich jedes Jahr neu an denselben Stellen. In der Regel schmilzt es im kurzen arktischen Sommer.

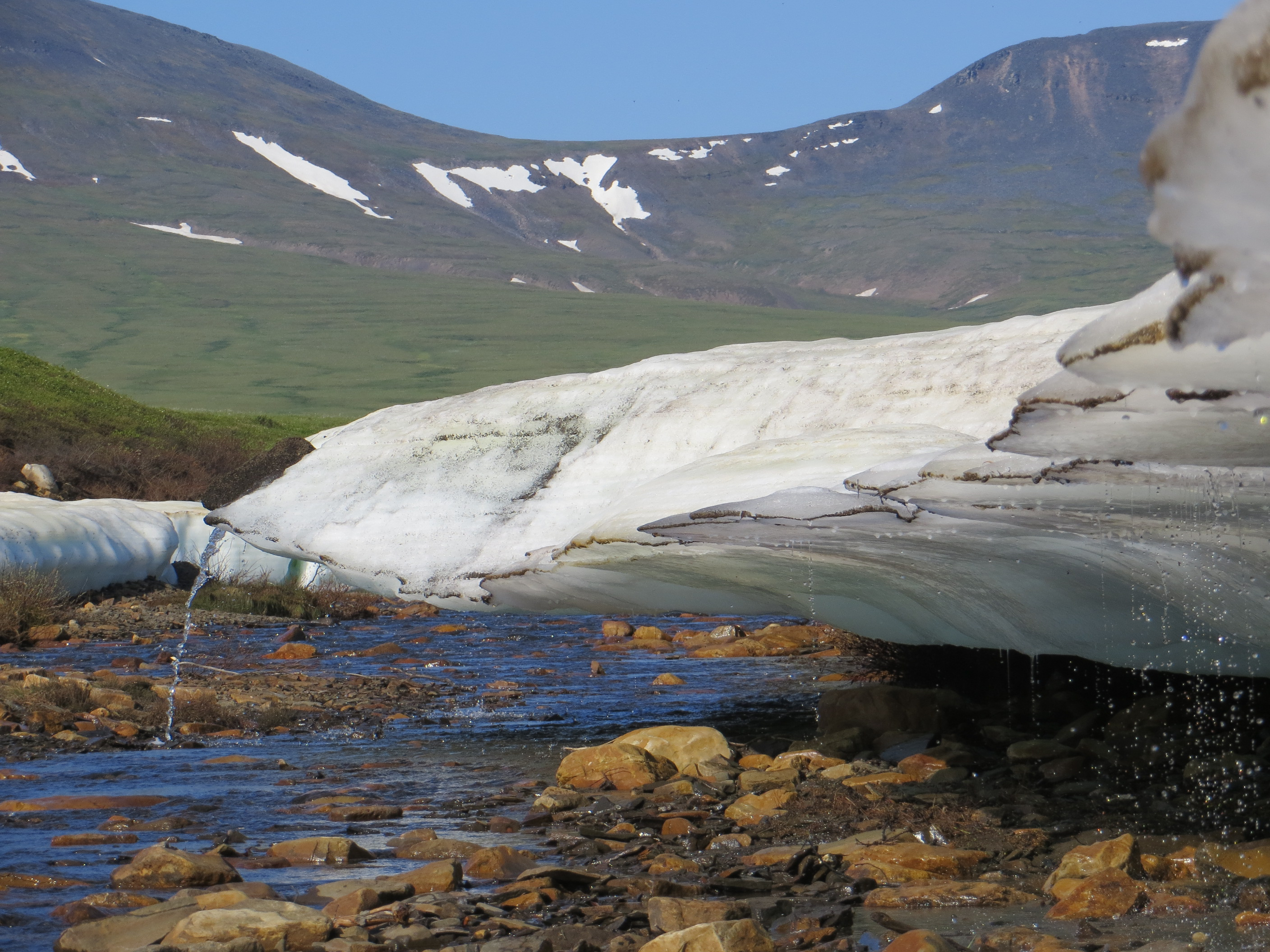
Aufeis an einem arktischen Flussbett, Blick von unten, Northwest Territories, Kanada.

An hochalpinen, gefrierenden Wasserläufen kann es durch blockierten Grundwasseraustritt ebenfalls zu Aufeisbildung kommen. Der Austritt des Grundwassers wird durch Eis blockiert, was wiederum den Beharrungszustand stört. Dadurch kommt es zu einem kleinen, inkrementellen Anstieg im lokalen Grundwasserspiegel, bis es am Ufer des Wasserlaufes austreten kann, über das bereits gebildete Eis fließt und dort bei Minusgraden erstarrt.
Diese bis heute gültigen phänomenologischen Beschreibungen und Erklärungen entstammen einer Arbeit von Ernest de Koven Leffingwell (1875–1971).

## Namensherkunft
Die Bezeichnung Aufeis geht auf den deutsch-baltischen Zoologen Alexander Theodor von Middendorff zurück. Sie hat sich mittlerweile auch in anderen Sprachen etabliert. Auch in Alaska und Kanada spricht man von Aufeis. Dort wird alternativ auch der Begriff „icing“ verwendet. In Sibirien, wo das Phänomen erstmals von Middendorff beobachtet und gedeutet wurde, spricht man heute von „naled“ (наледь).

## Galerie

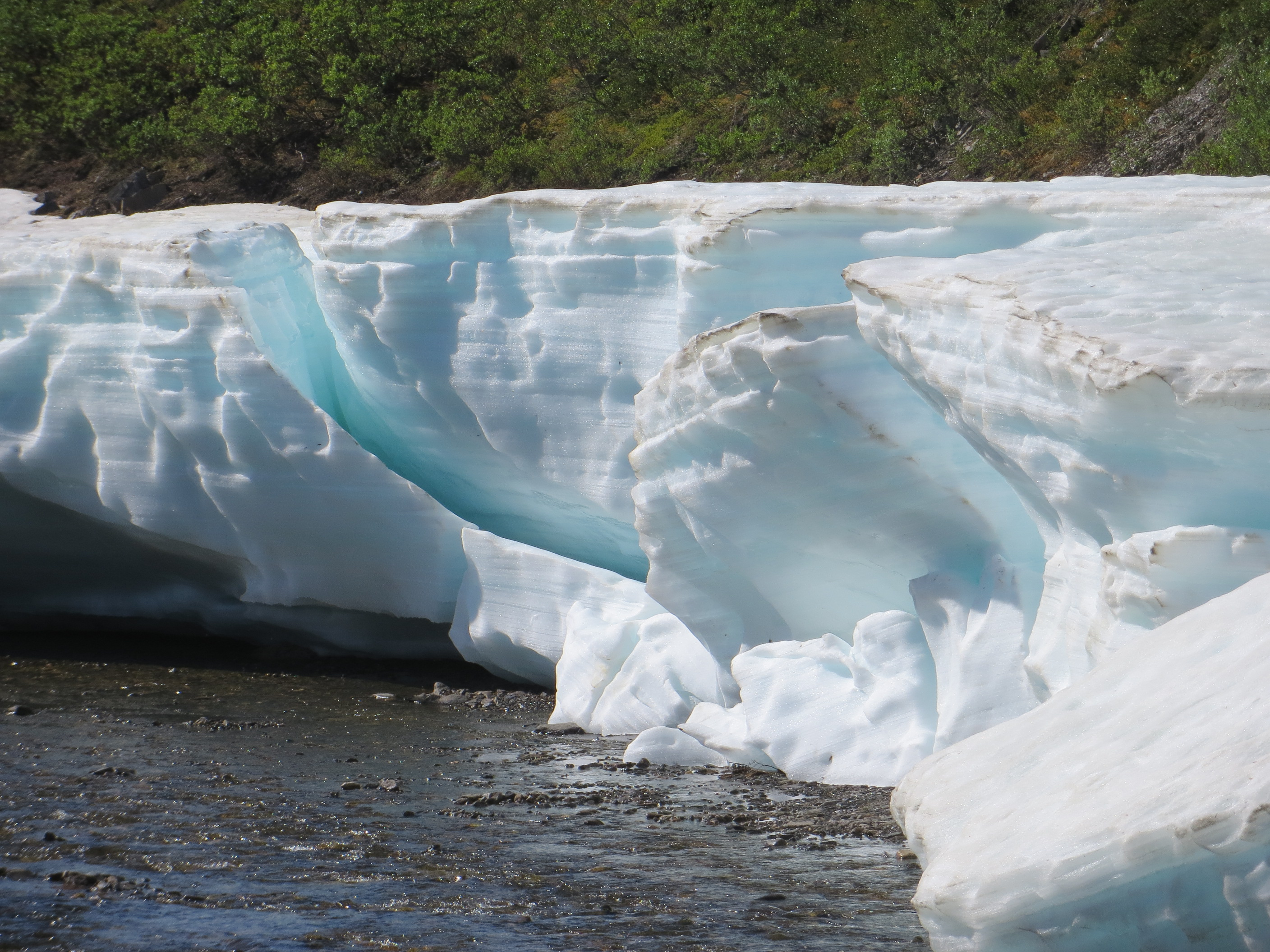
Aufeis – Detailansicht des Aufeiskörpers mit seinen filigranen Schichten aus Eisablagerungen
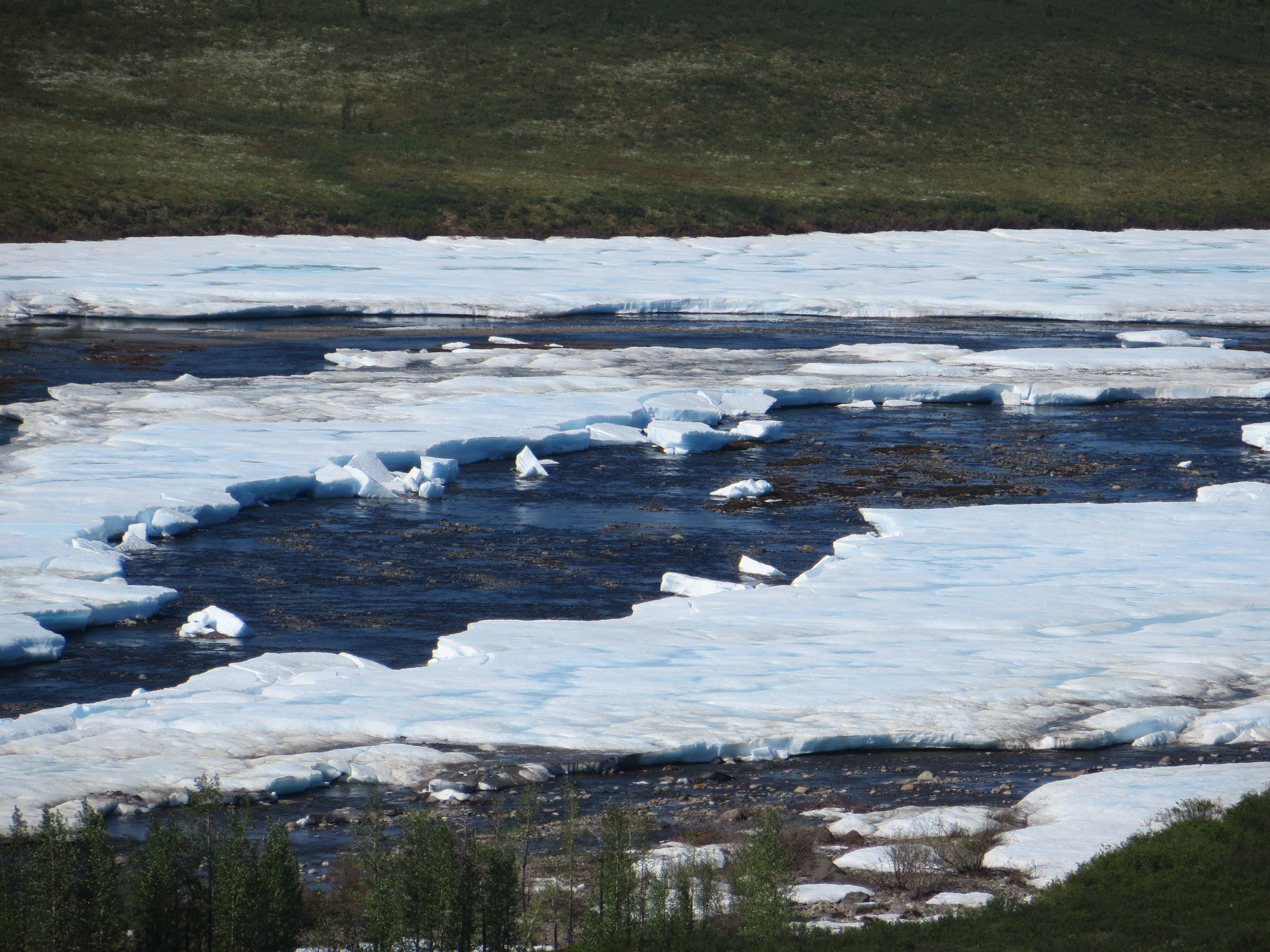
Ausgedehnte Aufeisfläche in einem breiten Tal, kanadische Arktis
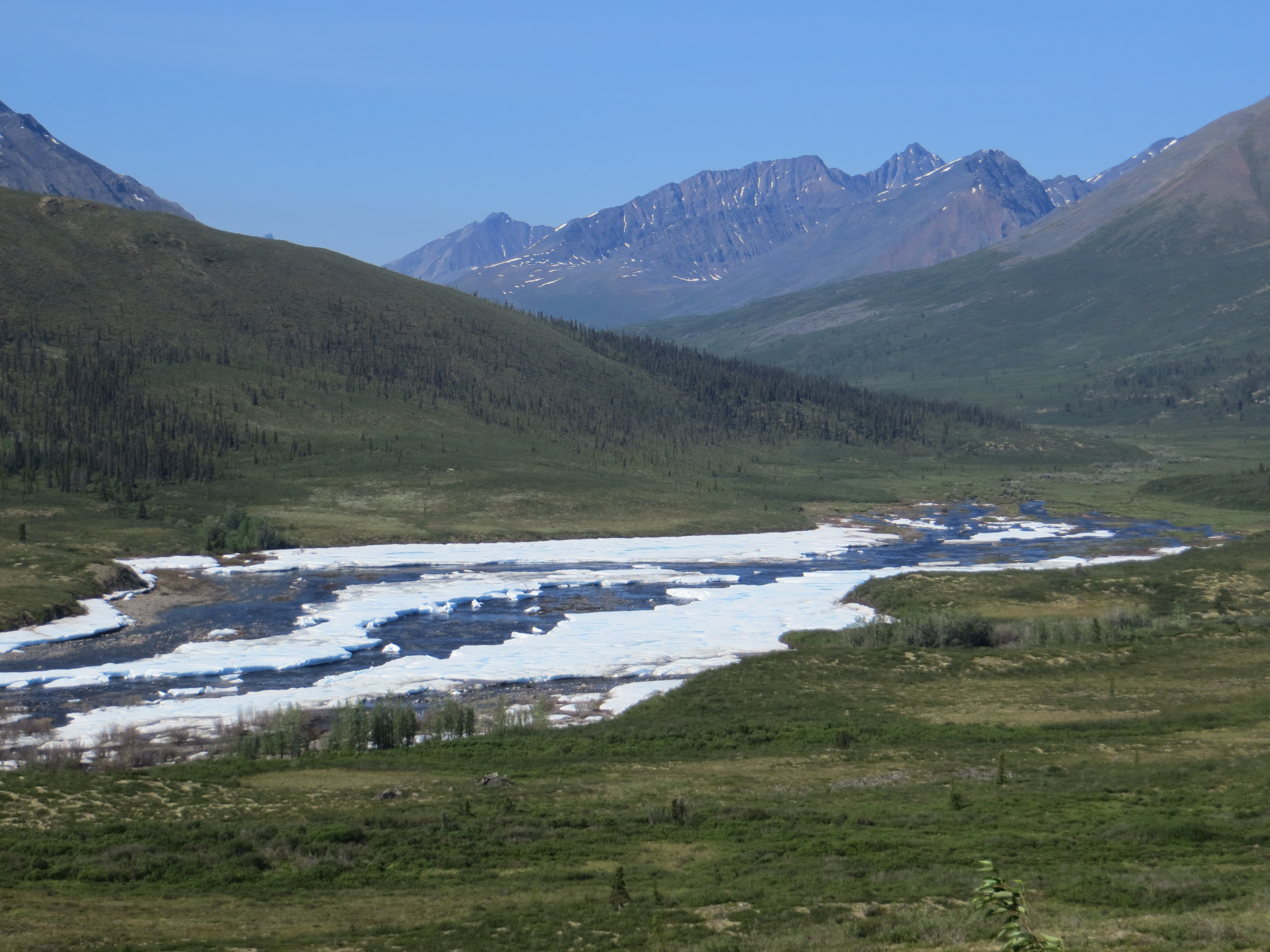
Aufeisfeld im Tombstone Park – Landschaftliches Setting-Beispiel, Yukon, Kanada